# Dan Povenmire
Dan Povenmire (ˈpɒvənmaɪr), né le 18 septembre 1963 à San Diego, en Californie, est un réalisateur, scénariste, producteur, animateur et acteur américain. Il a notamment créé la série télévisée d'animation Phinéas et Ferb en compagnie de Jeff « Swampy » Marsh. Dan Povenmire a aussi travaillé dans d'autres séries télévisées : Tortues Ninja, Les Simpson, Rocko's Modern Life, Les Griffin, Bob l'éponge, etc..

## Filmographie
- 2020 : Scooby ! (Scoob!) de Tony Cervone